# Württembergische Ts 3
Als Baureihe Ts 3 der Königlich Württembergischen Staats-Eisenbahnen wurden auf der ersten Schmalspurstrecke in Württemberg zwischen Altensteig und Nagold zwei verschiedene Fahrzeuge eingesetzt.

## Bauart Krauss
Das erste war eine ehemalige Lokomotive der Firma Krauss, die beim Bahnbau eingesetzt gewesen war. Sie ähnelte den auf der Feldabahn eingesetzten Lokomotiven des gleichen Herstellers (Preußische T 31). 1900 wurde sie in den Betriebsbestand übernommen und erhielt die Nr. 10. Sie wurde bereits 1913 ausgemustert.

## Bauart Borsig
Die zweite Maschine war ein Gelegenheitskauf. Sie war von der Württembergischen Eisenbahn-Gesellschaft (WEG) für die Bahnstrecke Gaildorf–Untergröningen bestellt worden (Nr. 4s). Dort wurde sie aber nicht benötigt, da diese entgegen ersten Planungen normalspurig ausgeführt wurde. So wurde sie 1904 fabrikneu an die Württembergische Staatsbahn verkauft und erhielt die Nr. 9.
Sie ähnelte in weiten Teilen der T 3 aus Preußen. Da die Strecke weitestgehend parallel zu Straßen verlief, war das Triebwerk verkleidet, um es vor Schmutz zu schützen.
Nach Gründung der Reichsbahn wurde die Maschine übernommen. Dort erhielt sie die Nummer 99 121. Die Lok wurde ab 1927 nur noch als Reservemaschine verwendet. 1930 wurde sie dann ausgemustert. Mitgeführt Die Vorräte betrugen 3,0 m³ Wasser und 1,2 Tonnen Kohle.
Eine der bei der WEG verbliebenen Schwestermaschinen (Nr. 2s) ist erhalten und stand im Fahrzeugmuseum Marxzell. Seit 2002 ist sie im Besitz der Ulmer Eisenbahnfreunde und steht in Amstetten.